# メキシカーナクリック
メキシカーナクリック(MexicanaClick)とはメキシコの航空会社。ホテルチェーンのポサダス・グループの子会社で、メキシコシティ国際空港を中心に国内線を数多く展開している。当初は格安航空会社として設立されたものであるが、メキシカーナ航空のローカル路線を受け持つという位置付けを経て現在もそれは継承されている。

## 歴史
メキシカーナクリックは1975年にアエロカリベとして設立され、同年7月12日より運航を開始した。もともとはユカタン半島の投資家によって設立されたものであるが1990年8月23日にメキシカーナ航空に買い取られ、ローカル路線を担当する子会社としてフェアチャイルドFH-227とダグラスDC-9で再出発を果たした。2005年6月からはフォッカー100へと機材を切り替えた上で社名をアエロカリベからクリック・メキシカーナへと変更しメキシカーナ航空のメキシコシティ便のうちシウダー・デル・カルメン線やコスメル線など一部の路線を継承した。2005年12月にポサダス・グループへと売却された。2010年8月28日、運行を停止した。

## 就航都市

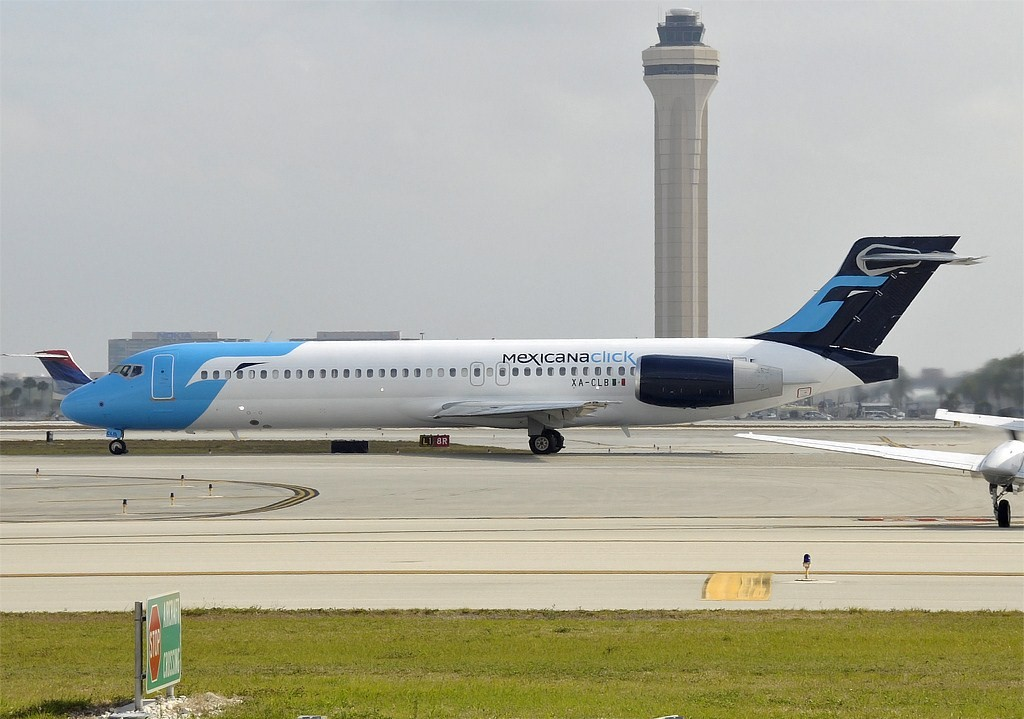
メキシカーナクリックのボーイング717-200型機

- メキシコ
  - メキシコシティ
  - グアダラハラ
  - カンクン
  - アカプルコ
  - メヒカリ
  - トゥストラ・グティエレス
  - トレオン
  - レオン
  - オアハカ
  - サン・ルイス・ポトシ
  - メリダ
  - チェトゥマル
  - ビヤエルモサ
  - レイノサ
  - タンピコ
  - クリアカン
  - マサトラン
  - サカテカス
  - ベラクルス
  - ヌエボ・ラレド
  - サンホセ・デル・カボ
  - シウダー・デル・カルメン
  - マンサニージョ
  - イスタパ/シワタネホ
  - ミナティトラン
  - ウアトゥルコ
  - プエルト・エスコンディード
- キューバ
  - ハバナ

## 保有機材
メキシカーナクリックはフォッカー100を主な機材として使用していたが、2009年2月よりミッドウエスト航空が保有していたボーイング717-200に置き換えると発表し、現在までに7機が導入されている。
2009年3月時点での保有機材は以下の通り。平均機体年齢は15年2ヵ月である。

## 機内
機内の座席はオレンジ色と灰色の革製シートとなっており、それと調和するようにオレンジ色のカーテンが備わっている。また機内前方には親会社であったメキシカーナ航空のロゴをモチーフとしているメキシカーナクリックのシンボルマークがつけられている。